# Denis Epstein
Denis Epstein (* 2. Juli 1986 in Köln) ist ein deutscher Fußballspieler und -trainer.

## Karriere
Der Sohn des Kölner Fußballtrainers Dieter Epstein durchlief ab seinem zwölften Lebensjahr die Jugendmannschaften des 1. FC Köln und absolvierte für die Zweite Mannschaft zwischen 2004 und 2006 in der Regionalliga Nord 31 Spiele. Er wurde am 16. Oktober 2005 erstmals gegen Hannover 96 (1:4) in der 1. Bundesliga eingesetzt, als er in der 72. Minute für Dimitrios Grammozis eingewechselt wurde. Am 5. November 2005 erzielte Epstein beim Auswärtsspiel gegen den VfL Wolfsburg bei seinem zweiten Bundesliga-Spiel sein erstes Tor in der höchsten deutschen Fußballliga zum 1:1. Er war in der 59. Minute für Marvin Matip ins Spiel gekommen. Am 3. Dezember 2005 spielte er das erste Mal in der Bundesliga von Anfang an.
Nach seiner Station als Leihspieler ab Januar 2007 bei Rot-Weiss Essen in der Regionalliga Nord löste Epstein seinen Vertrag im Juli 2007 beim 1. FC  Köln auf und schloss sich Kickers Offenbach an. Ab der Saison 2008/09 spielte er für den griechischen Erstligisten Iraklis Thessaloniki und wechselte zur Saison 2010/11 zu Olympiakos Piräus, bei dem er auf Trainer Ewald Lienen traf. Er wurde direkt für ein Jahr an AO Kerkyra ausgeliehen und kam in der Sommerpause 2011 nach Piräus zurück. Sein Vertrag wurde jedoch aufgelöst, sodass er kein Spiel für Olympiakos bestritt. Am 19. Juli 2011 verpflichtete ihn der griechische Erstligist Atromitos Athen.
Zum 1. Juli 2013 wechselte Epstein zum deutschen Zweitligisten FSV Frankfurt.
Nachdem er mit Frankfurt in die 3. Liga abgestiegen war, kehrte er im Sommer 2016 zu AO Kerkyra zurück. Dort war er über zwei Spielzeiten aktiv. Nach einer weiteren Station in Griechenland, bei PAS Lamia, schloss sich Epstein im Sommer 2019 dem deutschen Viertligisten TSG Balingen an.
Nach einer Saison in der Regionalliga-Mannschaft des Vereins übernahm er 2020 als Spielertrainer die zweite Mannschaft der Balinger in der siebtklassigen Landesliga Württemberg. 2021 wurde er zusätzlich sportlicher Leiter der Nachwuchsabteilung des Vereins. 2024 gewann er mit der U23 die Landesligameisterschaft und verließ den Klub am Saisonende.

## Nationalmannschaft
Epstein nahm mit der deutschen U-19-Nationalmannschaft an der U-19-Europameisterschaft 2005 teil und erreichte dort das Halbfinale.

## Sonstiges
Im Juli 2015 wurde er zusammen mit seinem Vereinskollegen Sören Pirson für den XY-Preis für Zivilcourage nominiert.